# آرتور شربیوس
آرتور شربیوس (انگلیسی: Arthur Scherbius؛ ۳۰ اکتبر ۱۸۷۸ – ۱۳ مهٔ ۱۹۲۹) یک مهندس برق اهل آلمان بود. وی دستگاه رمزنگاری انیگما را در اواخر جنگ جهانی اول اختراع کرد.